# 星空のブルース
『星空のブルース』（ほしぞらのブルース、ドイツ語原題：Wunderland bei Nacht）は、ベルト・ケンプフェルトが1959年にドイツで発表した楽曲。1960年には英題 Wonderland by Night としてアメリカでも出版され、ビルボードランキングでは1961年3月9日から3週連続で全米1位を記録した。

## 概要
ドイツのバンド・リーダー兼作曲家として知られるベルト・ケンプフェルトのアメリカにおける最初のヒットで同名のアルバムがキャッシュ・ボックス誌で年間ランクで23位を記録。年間トップ・シングルでも第5位を記録した。トランペットにチャーリー・タボールを起用したこの作品はまずドイツで1959年に出版され、翌年アメリカでも出版された。日本では1960年5月に発売され大ヒットした。
ヴォーカル盤ではルイス・プリマ盤が全米15位,アニタ・ブライアント盤が18位を記録した。その後は1968年にエンゲルベルト・フンパーディンクが録音し幅広い世代に知られた楽曲である。ケンプフェルトはその後アメリカのチャートに13曲をチャート・インさせ20枚のアルバムを1971年までにチャート・インさせ3枚がゴールド・ディスクを獲得した。

## カバー
イージーリスニングの代表格といえる曲であり、数多くのカバーが存在する。

- フロイド・クレイマー（1961年）
- サイ・ゼントナー（1961年）
- ビル・ジャスティス（1962年）
- ビリー・ヴォ―ン（1962年）
- ウエイン・ニュートン（1966年）
- アル・ハート（1968年）
- ジョニー・マティス（1971年）